# Fenómeno de Jod-Basedow
El efecto Jod-Basedow (también síndrome de Jod-Basedow y fenómeno de Jod-Basedow) es hipertiroidismo después de la administración de yodo o yoduro, ya sea como suplemento dietético, contraste yodado por imágenes médicas o como medicamento (principalmente Amiodarona).

## Fisiopatología
Por lo tanto, este fenómeno es hipertiroidismo inducido por yodo, y se presenta típicamente en un paciente con endémica bocio (debido a deficiencia de yodo), que se traslada a un centro de yodo -área geográfica abundante. Además, las personas que tienen enfermedad de Graves, bocio multinodular tóxico o varios tipos de adenoma tiroideo también corren el riesgo de sufrir el efecto Jod-Basedow cuando reciben yodo, porque la tiroides no responderá. a la retroalimentación negativa del aumento de hormona tiroidea. La fuente de yodo puede ser la dieta, la administración de contraste yodado para imágenes médicas o amiodarona (un antiarrítmico fármaco).[cita requerida]
El hipertiroidismo suele desarrollarse entre 2 y 12 semanas después de la administración de yodo.
En cierto modo, el fenómeno Jod-Basedow es lo opuesto al mecanismo de compensación fisiológica efecto Wolff-Chaikoff, que se refiere al breve período de supresión de la hormona tiroidea que ocurre en personas normales y en personas con enfermedad de la tiroides, cuando se ingieren cantidades comparativamente grandes de yodo o yoduro.Sin embargo, (a diferencia del efecto Wolff-Chaikoff), el efecto Jod-Basedow no ocurre en personas con glándulas tiroideas normales, ya que la síntesis de la hormona tiroidea y la liberación en personas normales está controlada por la secreción hipofisaria de TSH (que no permite el hipertiroidismo cuando se ingiere yodo adicional).

## Precauciones en imágenes médicas
En la administración de contraste yodado para imágenes médicas, el control está indicado en personas con enfermedad tiroidea, como bocio multinodular tóxico, enfermedad de Graves o tiroiditis de Hashimoto . De lo contrario, para la población general, La detección de rutina con pruebas de función tiroidea generalmente no es factible.

## Historia y nomenclatura
El efecto Jod-Basedow lleva el nombre de la palabra alemana para yodo, "Jod" (todos los sustantivos están en mayúsculas en alemán, y los cognados alemanes de los sustantivos ingleses con una letra inicial "I" que precede a una vocal se escriben con frecuencia con inicial "J", pronunciado como "y" como en "joven", por lo tanto "Jod" = "y-ode"), más el nombre de Karl Adolph von Basedow, un médico alemán que describió por primera vez el efecto. La nomenclatura "Jod-Basedow" se transfirió intacta del alemán, en lugar de traducirse, presumiblemente bajo la suposición errónea de que "Jod" es un apellido. Así, una nomenclatura más informativa en inglés, y que evite la aparición de un epónimo que involucre un "Dr. Jod" inexistente, sería "el efecto de yodo de Basedow".[cita requerida]
El fenómeno de Jod-Basedow se diferencia de la enfermedad de Basedow, que en ocasiones se usa como sinónimo de enfermedad de Graves.[cita requerida]